# صندلی خودرو

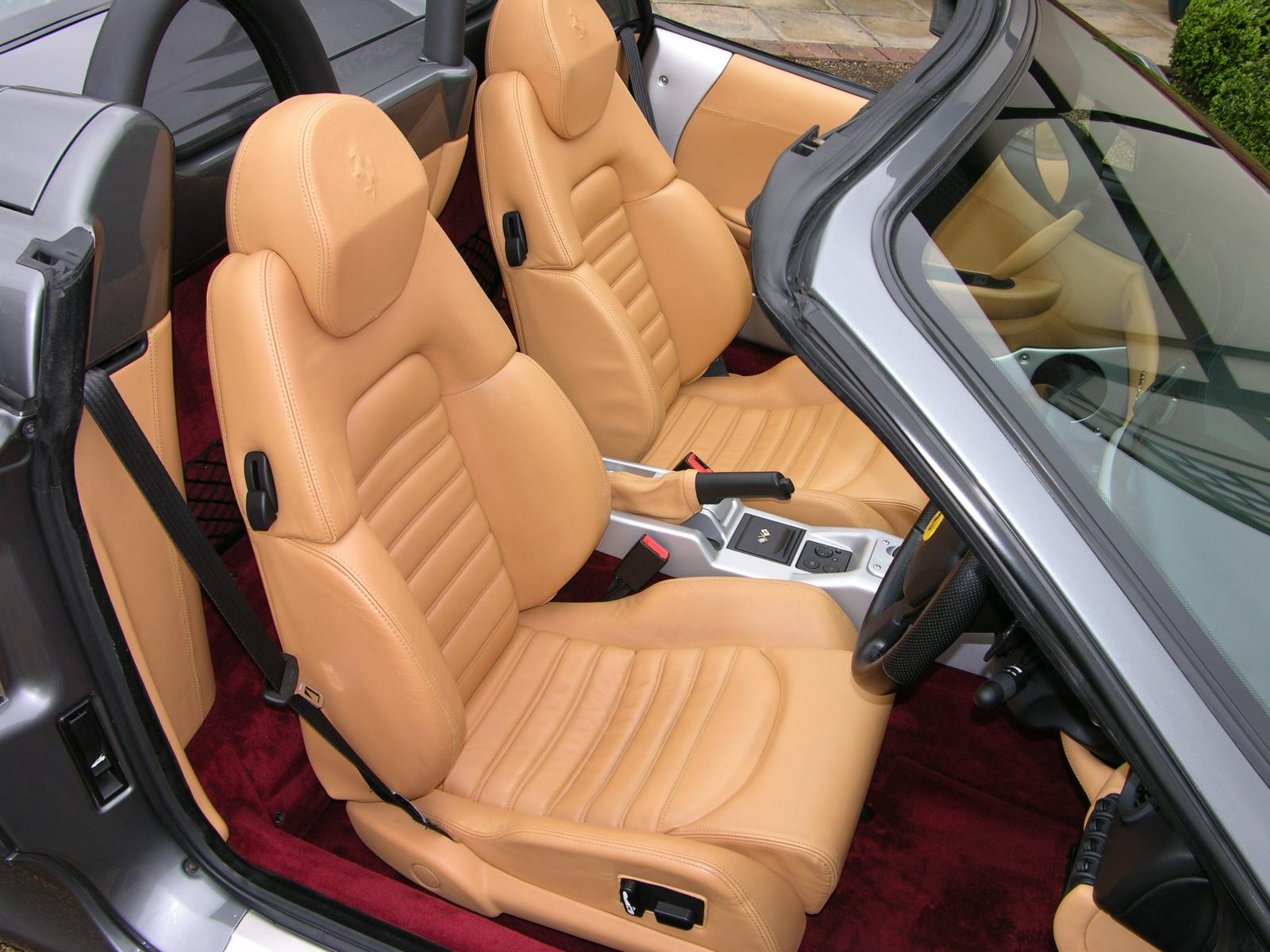
صندلی خودرو

صندلی خودرو (انگلیسی: Car seat) صندلی است که در خودروها مورد استفاده قرار می‌گیرد. بیش‌تر صندلی‌های اتومبیل از مواد ارزان ولی بادوام ساخته می‌شوند که بتوانند تا جای ممکن مقاومت نمایند. انواع صندلی خودرو شامل فابریک، دو زبانه، سرد و گرم، چرم و اسپرت می‌باشد.